# Maki Ishii
Maki Ishii (em japonês, 石井眞木, Ishii Maki; Tóquio, Japão, 28 de Maio de 1936 — 8 de Abril de 2003) foi um compositor de música erudita contemporânea japonês, irmão do também compositor Kan Ishii.
Maki Ishii estudou composição e condução de orquestras em Tóquio, desde 1952 a 1958, quando se deslocou para Berlim onde continuou os estudos com Boris Blacher e Josef Rufer, para em 1962 voltar ao Japão.
A sua música tem sido interpretada pelo grupo taiko Kodo. Compôs obras destinadas a instrumentos japoneses bem como a orquestra sinfónica e a outros instrumentos ocidentais.